# Barthélémy-Joseph de Villeneuve-Bargemon
Pour les articles homonymes, voir Joseph de Villeneuve-Bargemon.
Barthélémy-Joseph de Villeneuve-Bargemon (6 juin 1720 à Bargemon - 30 novembre 1795 à Marseille) est un ecclésiastique français, député aux États généraux de 1789.

## Éléments biographiques
Barthélémy-Joseph de Villeneuve-Bargemon est le fils de Joseph de Villeneuve Bargemon, baron de Bargemon, mousquetaire du roi, lieutenant dans le régiment de la Marine, premier consul d'Aix, et d'Élisabeth de Flotte d'Agoult, dame de Saint-Auban et de Cuebris.
Docteur en théologie, chanoine-comte de l'abbaye Saint-Victor de Marseille, il est élu le 4 avril 1789, député du clergé aux États généraux par la sénéchaussée de Marseille. Il approuve la réunion des trois ordres, est adjoint au comité de vérification, mais, le 20 mai 1789, tente de revenir sur l'abandon des privilèges voté la veille : dans la discussion, il dit à l'évêque de Langres, qui lui reprochait d'ignorer ce dont il parlait : « J'ai plus oublié de choses que vous n'en savez. » Il vote dès lors avec la minorité et émigre après la session.